# Vrbice (Hracholusky)
Vrbice je malá vesnice, část obce Hracholusky v okrese Prachatice v Jihočeském kraji. Nachází se asi tři kilometry jižně od Hracholusek. Je zde evidováno 25 adres. V roce 2011 zde trvale žilo 28 obyvatel.
Vrbice leží v katastrálním území Vrbice u Žitné o rozloze 2,27 km².

## Historie
První písemná zmínka o vesnici pochází z roku 1300.

## Obyvatelstvo
| Rok            | 1869 | 1880 | 1890 | 1900 | 1910 | 1921 | 1930 | 1950 | 1961 | 1970 | 1980 | 1991 | 2001 | 2011 | 2021 |
| -------------- | ---- | ---- | ---- | ---- | ---- | ---- | ---- | ---- | ---- | ---- | ---- | ---- | ---- | ---- | ---- |
| Počet obyvatel | 133  | 129  | 119  | 125  | 113  | 124  | 117  | 70   | 67   | 72   | 54   | 42   | 37   | 28   | 34   |
| Počet domů     | 23   | 25   | 26   | 26   | 26   | 26   | 26   | 27   | 27   | 19   | 18   | 23   | 22   | 23   | 25   |

## Obecní správa
Při sčítání lidu v letech 1850–1960 Vrbice byla osadou obce Hoříkovice v okrese Prachatice. V letech 1961–1976 byla částí obce Žitná v okrese Prachatice. Od 30. dubna 1976 je částí obce Hracholusky v okrese Prachatice.